# Mengla

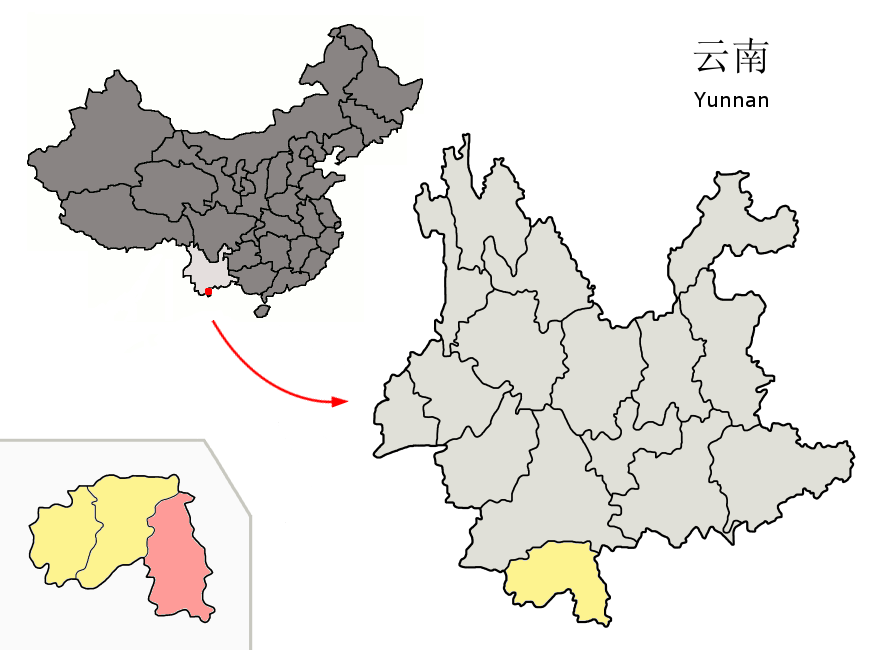
Lage des Kreises Mengla (rosa) in Xishuangbanna (gelb)

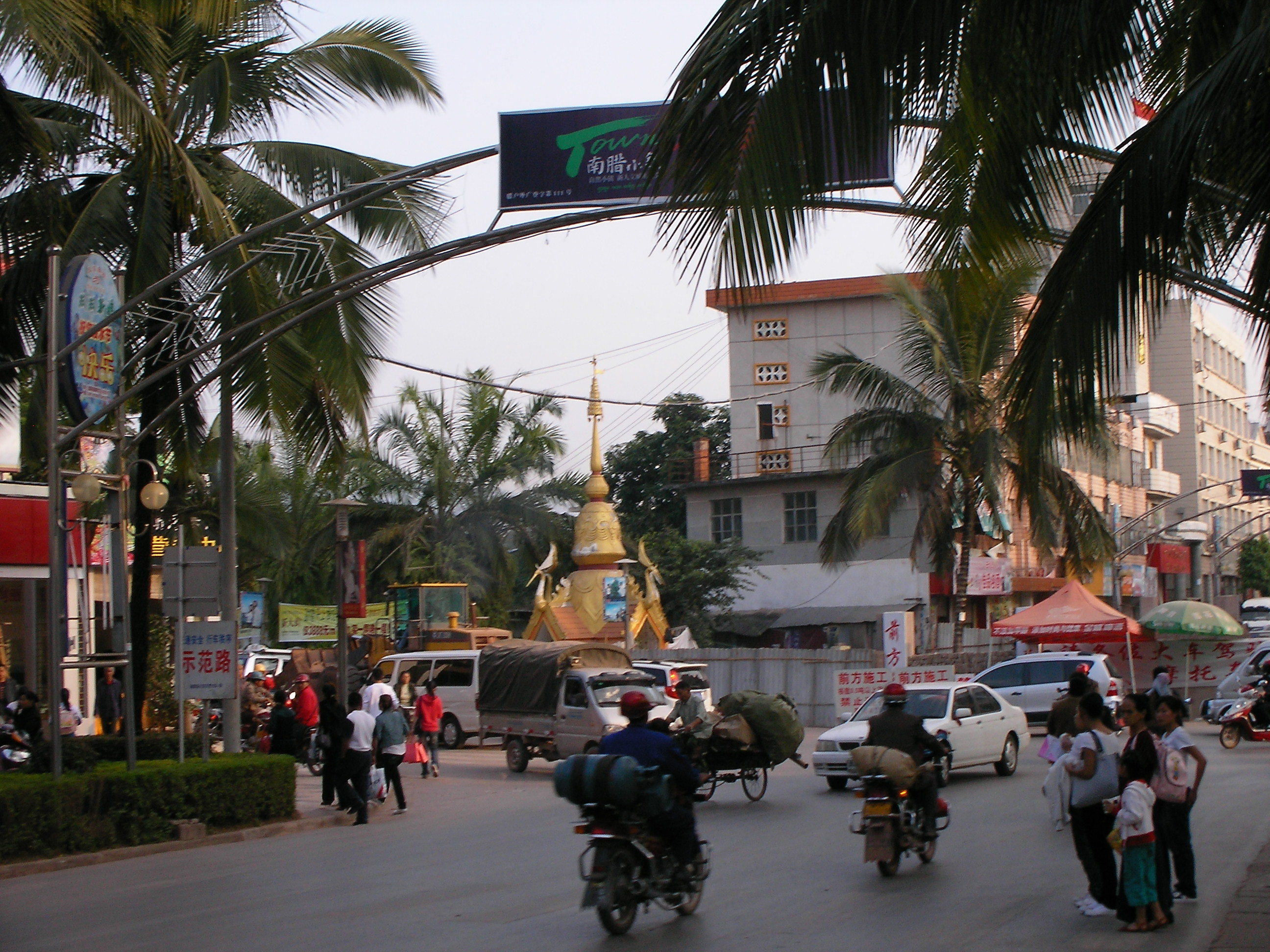
Straßenkreuzung in Mengla

Der Kreis Mengla (勐腊县,  Měnglà Xiàn) ist ein Kreis des Autonomen Bezirks Xishuangbanna der Dai im Süden der Provinz Yunnan (Volksrepublik China) an der Grenze zu Myanmar und Laos. Er hat eine Fläche von 6.830 km² und zählt 304.950 Einwohner (Stand: Zensus 2020). Sein Hauptort ist die Großgemeinde Mengla (勐腊镇). Nach der Provinz ist das Menglavirus benannt, welches in Rosettenflughunden, welche im feuchten Monsunwald in Mengla heimisch sind, nachgewiesen wurde.

## Administrative Gliederung
Auf Gemeindeebene setzt sich der Kreis aus sieben Großgemeinden und drei Gemeinden zusammen. Diese sind:
- Großgemeinde Mengla 勐腊镇
- Großgemeinde Mengpeng 勐捧镇
- Großgemeinde Mengman 勐满镇
- Großgemeinde Menglun 勐仑镇
- Großgemeinde Mohan 磨憨镇
- Großgemeinde Mengban 勐伴镇
- Großgemeinde Guanlei 关累镇

- Gemeinde Yiwu 易武乡
- Gemeinde Xiangming 象明乡
- Gemeinde Yaoqu 瑶区乡